# کوراوغلو، ترکمنستان
کوراوغلو (به ترکمنی: Görogly، گؤراوْغلیٛ)  یک منطقهٔ مسکونی در ترکمنستان است که در ولایت داش‌اغوز واقع شده‌است.
سابقا، تا پیش از سال ۲۰۰۲، نام این شهر،‌تخته (به ترکمنی: Tagta، تاغتا) بوده است.
نام جدید شهر برای نکوداشت از داستان حماسی ترکی کوراوغلو است.